# Cibiessia nontingens
Cibiessia nontingens är en svampart som beskrevs av Crous & Summerell 2007. Cibiessia nontingens ingår i släktet Cibiessia och familjen Teratosphaeriaceae.   Inga underarter finns listade i Catalogue of Life.